# Du học
Du học là việc đi học ở một quốc gia khác quốc gia hiện tại của người học đang sinh sống nhằm bổ sung thêm kiến thức, ngành nghề nhằm thỏa mãn nhu cầu học tập của bản thân hoặc theo yêu cầu của cơ quan, tổ chức tài trợ. Theo thống kê của Bộ Giáo dục và Đào tạo, năm 2016 Việt Nam có 130.000 du học sinh, tập trung đông nhất ở Nhật Bản, sau đó là Úc, Hoa Kỳ, Trung Quốc.

### Các hình thức du học
Có nhiều loại du học trong đó thường có hai kiểu đó là du học tự túc và du học do nhận được học bổng. Trong đó du học do nhận học bổng bao gồm học bổng bán phần, học bổng toàn phần và học bổng do sự hợp tác của chính phủ.

### Du học tại chỗ
Là một hình thức đào tạo học tập mà học viên được theo học chương trình đào tạo ở nước ngoài mà không cần phải đến nước đó.
Khác với hình thức liên kết đào tạo, vốn có chương trình đào tạo và chứng chỉ là sự thỏa thuận giữa trường nước ngoài và trường sở tại, hình thức du học tại chỗ và chương trình liên kết đào tạo; du học tại chỗ là chương trình của trường nước ngoài chuyển giao công nghệ đào tạo, giám sát chất lượng và cấp bằng tại quốc gia sở tại.
Du học tại chỗ khá phổ biến ở các nước đang phát triển do có chi phí thấp hơn nhiều so hình thức du học trực tiếp nhưng học viên vẫn có thể hoàn thành khóa học và được cấp bằng có giá trị gần tương đương. Tuy nhiên, nó vẫn có nhiều mặt hạn chế như học viên không được cọ xát với môi trường ngoại ngữ hoàn toàn, khả năng tư duy độc lập và sự năng động kém hơn so với các học viên du học trực tiếp. Bên cạnh đó, do sự hâm mộ quá đáng đối với hình thức du học và bằng cấp nước ngoài, các học viên dễ nhầm lẫn khi theo học các chương trình đào tạo kém chất lượng, thậm chí bị lừa đảo mất tiền.

## Mục đích của du học
Hiện nay với sự mở cửa của chính sách ngoại giao, có khá nhiều du học sinh đi du học tự túc và với nhiều mục đích khác nhau. Có nhiều du học sinh đã học tập rất tốt, sử dụng kiến thức học được để giúp ích cho quốc gia mình, đồng thời không ít du học sinh không xác định rõ mục đích du học và không thể hòa đồng tại môi trường mới. Bên cạnh đó còn có hiện tượng chảy máu chất xám của các du học sinh, sau khi kết thúc khóa học các du học sinh tìm cách ở lại đất nước đang du học để làm việc và định cư.